# Kum
Kum este o arie protejată (arie specială de conservare — SAC, sit de importanță comunitară — SCI) din Slovenia întinsă pe o suprafață de 5.949,79 ha, integral pe uscat.

## Localizare
Centrul sitului Kum este situat la coordonatele 46°05′06″N 15°07′39″E / 46.0849°N 15.1274°E.

## Înființare
Situl Kum a fost declarat sit de importanță comunitară în aprilie 2004 pentru a proteja 1 specie de plante și 10 specii de animale. Situl a fost protejat și ca arie specială de conservare în februarie 2012.

## Biodiversitate
Situată în ecoregiunea continentală, aria protejată conține 5 habitate naturale: Pajiști uscate seminaturale și facies de acoperire cu tufișuri pe substraturi calcaroase (Festuco-Brometalia) (* situri importante pentru orhidee), Păduri de fag Luzulo-Fagetum, Păduri pe pante, grohotișuri și ravene de Tilio-Acerion, Păduri ilirice de Fagus sylvatica (Aremonio-Fagion), Păduri de pin scoțian din Dolomiții dinarici (Genisto januensis-Pinetum).
La baza desemnării sitului se află mai multe specii protejate:
- plante (1): clopțelul cu frunze de crin (Adenophora lilifolia)
- mamifere (3): liliac cârn (Barbastella barbastellus), liliac comun (Myotis myotis), liliacul mic cu potcoavă (Rhinolophus hipposideros)
- nevertebrate (7): Austropotamobius torrentium, fluturele-tigru (Callimorpha quadripunctaria), Carabus variolosus, fluturele auriu (Euphydryas aurinia), croitorul cenușiu al stejarului (Morimus funereus), Ophiogomphus cecilia, Rosalia alpina